# Minx (TV-serie)
Minx är en amerikansk komediserie från 2022. Serien är skapad av Ellen Rapoport som även skrivit seriens manus. I huvudrollerna ses Ophelia Lovibond och Jake Johnson, och den hade premiär på HBO Max den 17 mars 2022. Första säsongen bestod av 10 avsnitt. Den andra säsongen har planerad premiär den 21 juli 2023.

## Handling
Serien utspelar sig i Los Angeles under 1970-talet och kretsar kring en ung feminist, Joyce, som tillsammans med ett porrförlag gör gemensam sak i syfte att skapa den första erotiska tidningen som vänder sig till kvinnor.

## Rollista (i urval)
- Ophelia Lovibond – Joyce Prigger
- Michael Angarano – Glenn
- Jessica Lowe – Bambi
- Oscar Montoya – Richie
- Lennon Parham – Shelly
- Idara Victor – Tina
- Jake Johnson – Doug Renetti
- Taylor Zakhar Perez – Shane Brody
- Stephen Tobolowsky – Conrad Ross
- Amy Landecker – Bridget Westbury
- Olivia Rose Keegan – Amber
- Jacqi Vene – Marian
- Austin Nichols – Billy Brunson
- Lesli Margherita – Francesca
- Al Sapienza – Vince
- Eric Edelstein – Willy
- Samm Levine – Franco
- Rich Sommer – Lenny
- Hope Davis – Victoria Hartnett
- Josh Stamberg – George
- Gillian Jacobs – Maggie
- Susan Walters – Elayne
- Allison Tolman – Wanda
- David Paymer – Myron